# Phare de Stenshuvud
Le phare de Stenshuvud est un phare situé dans le parc national de Stenshuvud en Suède. Il a été construit en 1916 mais mis hors de service en 2010. Entièrement peint en blanc, la base du phare est une tour cylindrique avec la partie de la lanterne en forme octogonale.